# Єккенбах
Єккенбах (нім. Jeckenbach) — громада в Німеччині, розташована в землі Рейнланд-Пфальц. Входить до складу району Бад-Кройцнах. Складова частина об'єднання громад Майзенгайм.
Площа — 6,28 км2. Населення становить 215 ос. (станом на 31 грудня 2020).